# تویوتا بی‌زد۴ایکس
تویوتا بی‌زد۴ایکس یک خودروی برقی کراس‌اوور است که توسط تویوتا تولید می‌شود. این خودرو در آوریل ۲۰۲۱ با عنوان «بی‌زد۴ایکس کانسپت» معرفی شد. این اولین خودرویی است که بر اساس پلتفرم e-TNGA توسعه یافته‌است. این پلتفرم توسط سوبارو نیز تولید می‌شود. این خودرو اولین مدل از سری خودروهای بدون آلاینده تویوتا (بی‌زد) ("فراتر از صفر") است.

## بررسی اجمالی

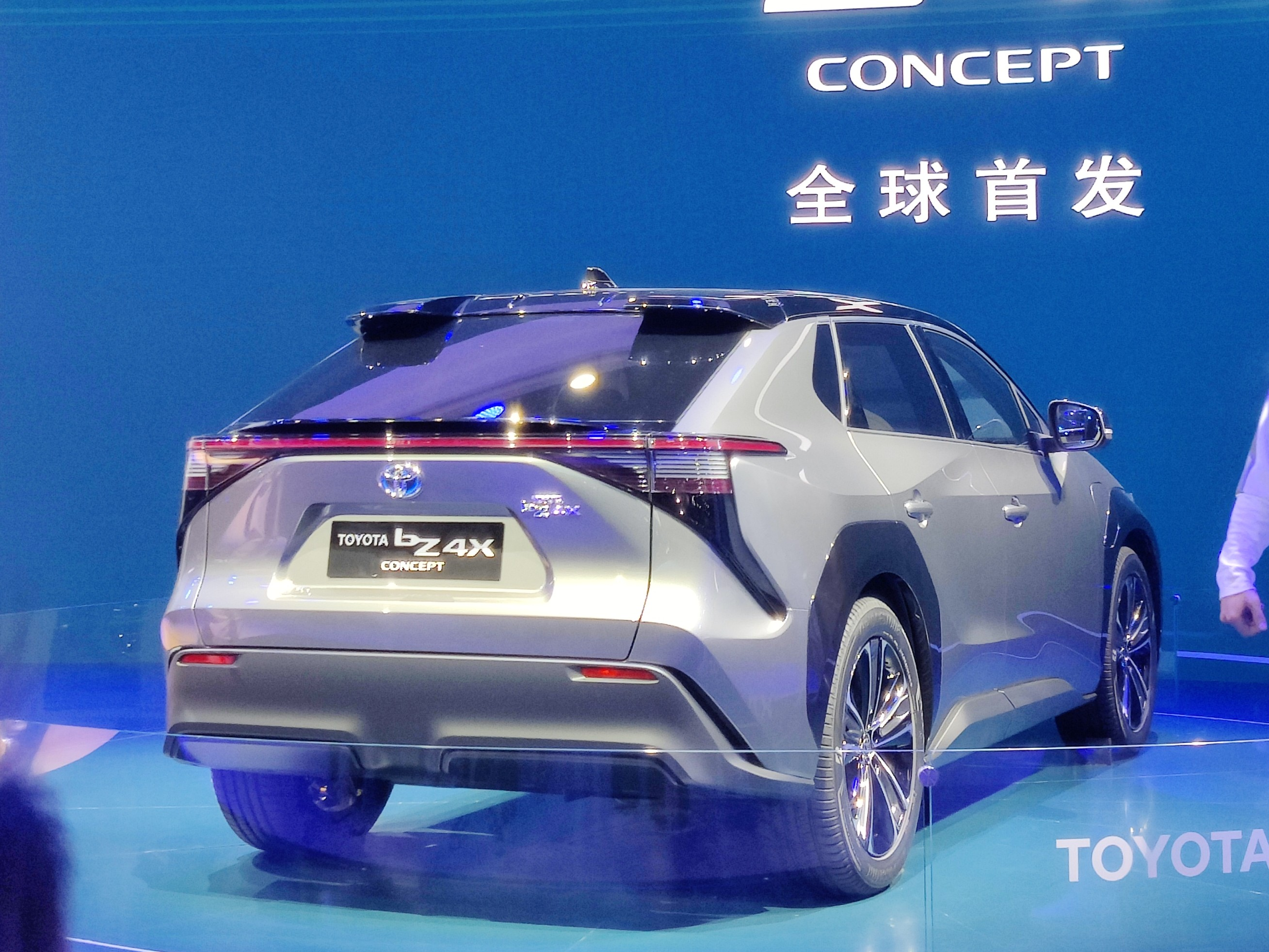
نسخه کانسپت نمای عقب

طراحی بی‌زد۴ایکس با تصاویری از مجموعه ای از خودروهای مفهومی الکتریکی که توسط تویوتا در ژوئن ۲۰۱۹ منتشر شد، پیش نمایش شد. این شرکت برنامه ساخت شش خودروی برقی بین سالهای ۲۰۲۰ تا ۲۰۲۵ را با استفاده از پلت فرم e-TNGA که پلتفرم همین خودرو است را داراست. سوبارو نیز قرار است خودرویی بر اساس همین پلتفرم در آینده تولید کند.
این خودرو آماده عرضه است و از ۲۰۲۲ قرار است عرضه شود. این خودرو از نظر اندازه شبیه به تویوتا راو ۴، اما با فاصله بین دو محور طولانی‌تر و استایل پایین‌تر. تویوتا هیچ گونه مشخصات دیگری از خودرو را ارائه نکرده‌است.